# فتشاو
شهر فتشاو/اشپریوالد (به آلمانی: Vetschau/Spreewald) در ایالت برندنبورگ در کشور آلمان واقع شده‌است.